# Argyll (motoryzacja)

Argyll 8HP Rear-entrance tonneau 1902

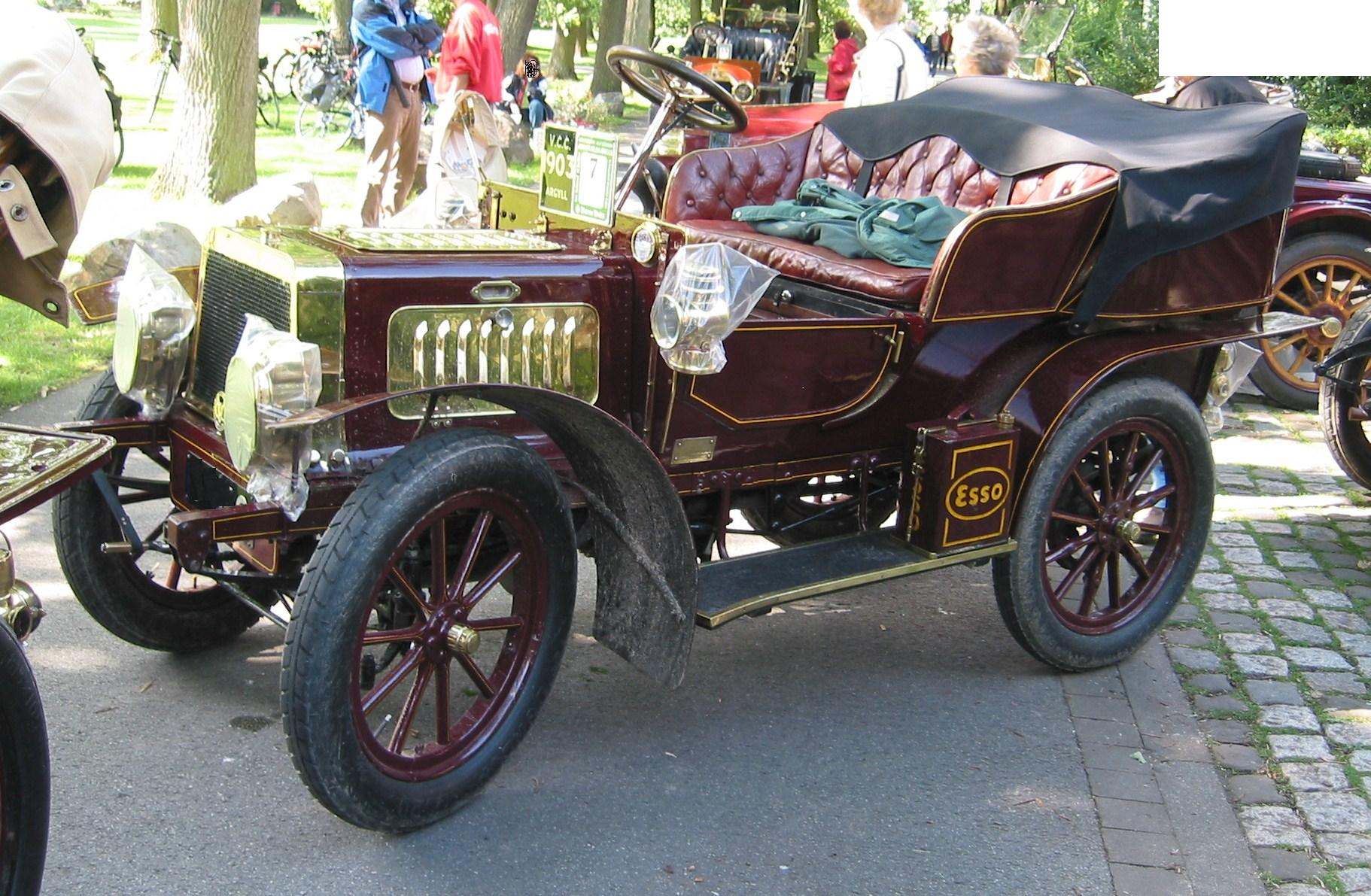
Argyll model 1903

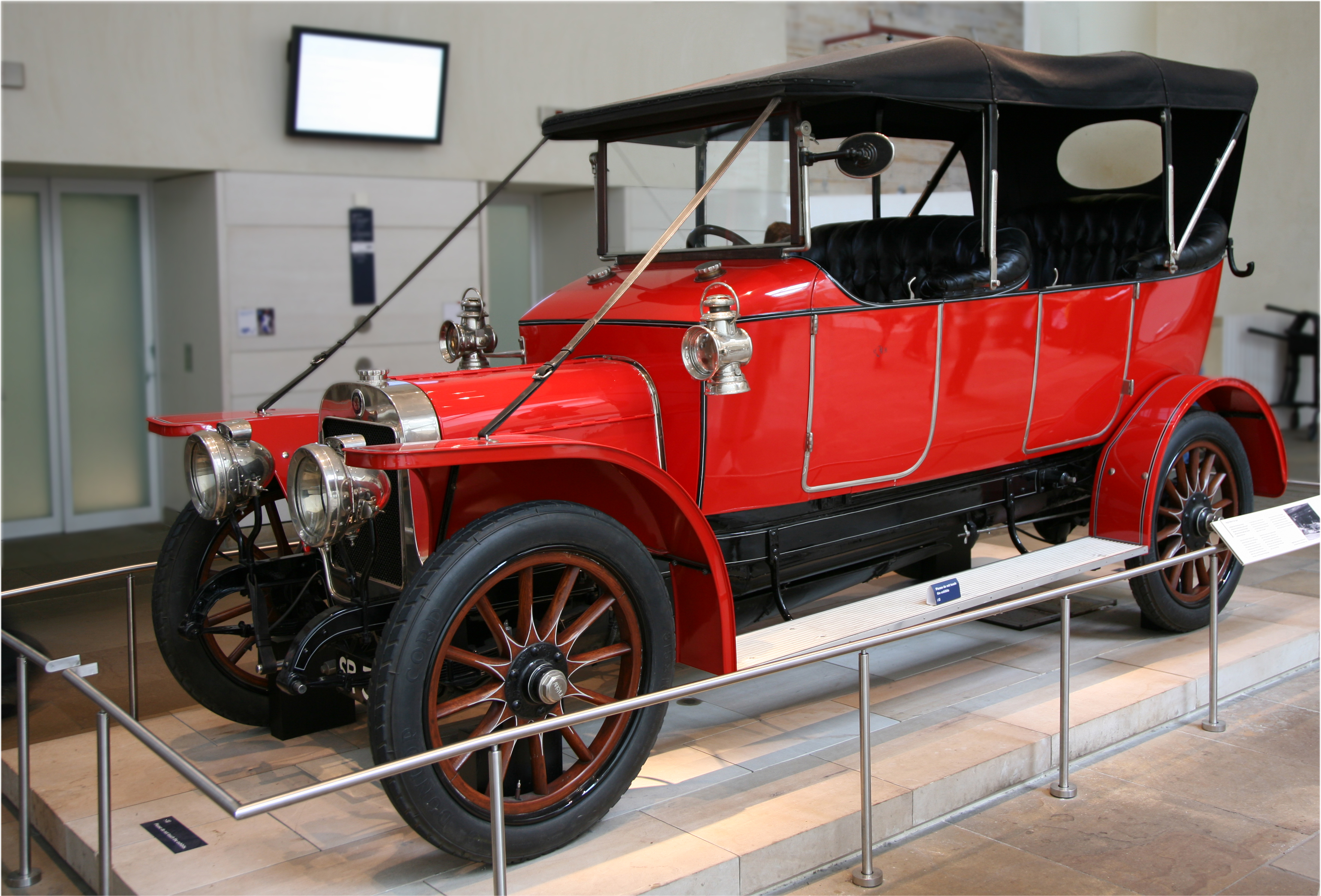
Argyll Flying Fifteen (1910)

Argyll – dawne brytyjskie przedsiębiorstwo zajmujące się produkcją samochodów. Istniało w latach 1899–1932. Na krótko marka Argyll została reaktywowana w latach 1976–1990.
W 1899 Alex Govan założył w Bridgeton (dzielnicy Glasgow) firmę Hozier Engineering Company Limited. Montował małe pojazdy typu voiturette na wzór Renault oraz De Dion-Bouton. W szybkim czasie Argyll stał się jednym z największych wytwórców samochodów osobowych w Szkocji. W 1905 roku przemianowano przedsiębiorstwo na Argyll Motors Limited i przeniesiono do Alexandrii. Po śmierci Govana zakłady podupadły.
Produkcję wznowiono w latach 1906–1910 w ramach spółki Argyll Ltd. Wprowadzono serię "Flying Fifteen", silniki sześciocylindrowe oraz nowatorskie hamulce na wszystkie koła. W 1914 roku fabryka w Alexandrii została sprzedana, a montaż aut był prowadzony w ograniczonym zakresie w Bridgeton. Upadła w 1932 roku w czasie Wielkiego Kryzysu.
W latach 1976–1990 składano sportowy samochód Argyll GT w szkockiej miejscowości Lochgilphead. Firma została założona przez byłego kierowcę wyścigowego Boba Hendersona. Przybrano nazwę Argyll na cześć dziadka jednego z inwestorów, który przed wojną pracował w zakładach Argyll.

## Modele
| Model         | Rok budowy | Liczba cylindrów | Pojemność w cm³ |
| 2 ¾ HP        | 1900       | 1                | 318             |
| 5 HP          | 1900–1901  | 1                | 864             |
| 6 HP          | 1902       | 1                | 950             |
| 10 HP         | 1903       | 2                | 1244            |
| 14 HP         | 1903–1905  | 3                | 2294            |
| 9 HP          | 1904       | 1                | 942             |
| 10 HP         | 1904       | 2                | 1105            |
| 10 HP         | 1904       | 2                | 1459            |
| 12/14 HP      | 1905-1907  | 4                | 2438            |
| 10/12 HP      | 1905-1907  | 2                | 1985            |
| 16 HP         | 1905       | 4                | 3163            |
| 14/16 HP      | 1905-1910  | 4                | 3053            |
| 16/20 HP      | 1905-1908  | 4                | 3686            |
| 26/30 HP      | 1906−1907  | 4                | 4849            |
| 40 HP         | 1908-1909  | 4                | 6333            |
| 12/14 HP      | 1909–1910  | 4                | 2212            |
| 10 HP         | 1910–1911  | 2                | 1781            |
| 30 HP         | 1910–1911  | 6                | 5344            |
| 15 HP         | 1910–1912  | 4                | 2413            |
| 20 HP         | 1910–1912  | 4                | 3563            |
| 12 HP         | 1911–1912  | 4                | 1955            |
| 25 HP         | 1912       | 4                | 4084            |
| 12/18 HP      | 1913-1914  | 4                | 1955            |
| 15/30 HP      | 1913-1915  | 4                | 2614            |
| 25/50 HP      | 1913-1915  | 4                | 4084            |
| 12/18 HP Camp | 1914       | 4                | 4084            |
| 14 HP         | 1915       | 4                | 2120            |
| 15.9 HP       | 1920–1922  | 4                | 2614            |
| 12 HP         | 1922       | 4                | 1496            |
| 12 HP         | 1922       | 4                | 1496            |
| 12/40 HP      | 1922–1927  | 4                | 1631            |
| 18/50 HP      | 1922       | 6                | 2396            |